# San Nicolò Gerrei
San Nicolò Gerrei (sardisk: Paùli Gerrèi, Pàùli Xrexèi) er en by og en kommune (comune) i provinsen Sud Sardegna i regionen Sardinien i Italien. Byen ligger i 365 meters højde og har 774 indbyggere (2016). Kommunen har et areal på 63,52 km² og grænser til kommunerne Armungia, Ballao, Dolianova og San Basilio.